# Leuchtturm Westkapelle (Unterfeuer)
Westkapelle Laag (niederländisch; auch Noorderhoofd genannt) ist der Name, der dem zweiten Leuchtturm in Westkapelle gegeben wurde, um ihn vom hohen Leuchtturm im Dorf zu unterscheiden.
Mitten auf dem Deich, etwa einen Kilometer nördlich des Ortes Westkapelle, steht der kleine Leuchtturm. Der 1875 aus Gusseisen hergestellte Turm wurde von Quirinus Harder konzipiert, der etliche niederländische Leuchttürme entwickelte. Der Leuchtturm wurde von der Eisengießerei Nering Bögel in Deventer hergestellt. Dieser Turm, zusammen mit dem Licht des großen Leuchtturms, richtet sein Leuchtfeuer auf den Schifffahrtsweg Oostgat in der Westerschelde.
Der Turm ist rot mit einem weißen Band. Das Licht des Turms hat drei Farben: Rot, Weiß und Grün. Diese werden durch Blenden voneinander getrennt. Wenn ein Kapitän den roten Bereich sieht, muss er sofort seinen Kurs ändern. Der weiße Lichtsektor hat eine Lichtstärke von 6000 Candela (cd), der rote und grüne jeweils 1800 cd.